# Ogród Józefa Mehoffera
Ogród Józefa Mehoffera – ogród znajdujący się w Krakowie przy ulicy Krupniczej 26. Przylega od strony południowej do domu Józefa Mehoffera. Zajmuje powierzchnię 16 arów.
Zaprojektował go w 1932 roku właściciel domu Józef Mehoffer, wykorzystując wcześniejsze doświadczenia, które zgromadził projektując ogród w Jankówce koło Wieliczki, w posiadłości, której był właścicielem od 1907 do 1917 roku.
Jak wyglądał ten ogród przy Krupniczej można dzisiaj oglądać na obrazie artysty  Ogród przy ulicy Krupniczej w Krakowie pochodzącym z 1943 roku. Korzystając między innymi z tego przekazu ikonograficznego, zdziczały i zdewastowany przez wiele lat ogród pieczołowicie odnowiono (projekt dr Zofia Malinowska, realizacja Jacek Ginda) i otwarto 20 maja 2004 roku. 
W znacznej mierze odtworzono układ ścieżek, kształt rabatek i gatunki roślin. Jak dawniej na wiosnę kwitną tutaj bzy, jaśminowce, drzewka owocowe, fiołki, kamelie, konwalie majowe. Nieco później można oglądać piwonie, bratki, lilie królewskie, a do późnej jesieni różne gatunki róż. Nad całością ogrodu góruje potężny wiąz – na posesji od południowej strony. Ogród jest ogólnie dostępny, znajduje się w nim kawiarnia. 
Podczas zakładania ogrodu w latach 30. XX wieku wykopano renesansowe kafle po działającym w tym miejscu zakładzie garncarskim. Wydobyto również destrukty rzeźb po funkcjonującej tutaj pracowni Franciszka Wyspiańskiego

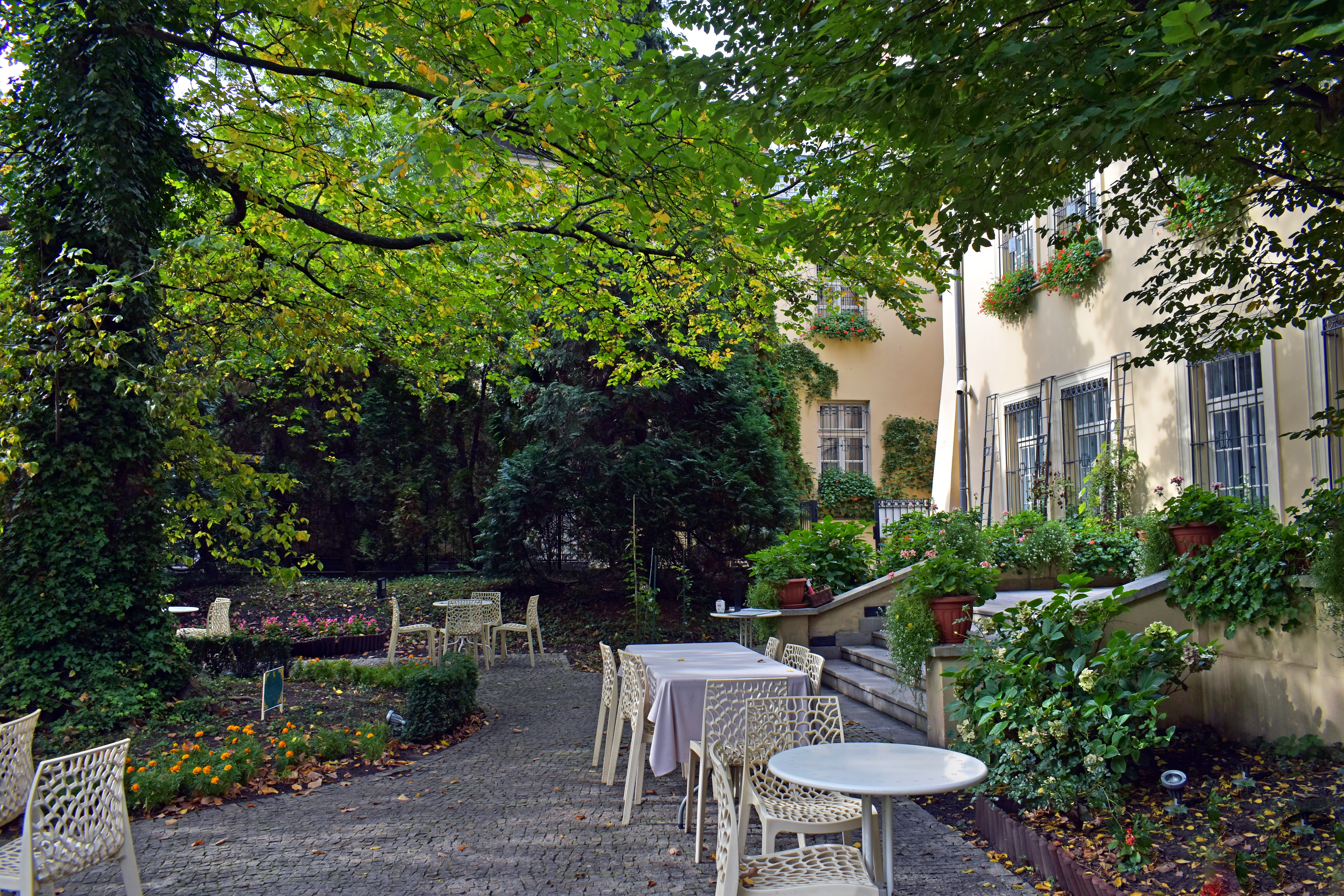
Taras domu i wejście do ogrodu
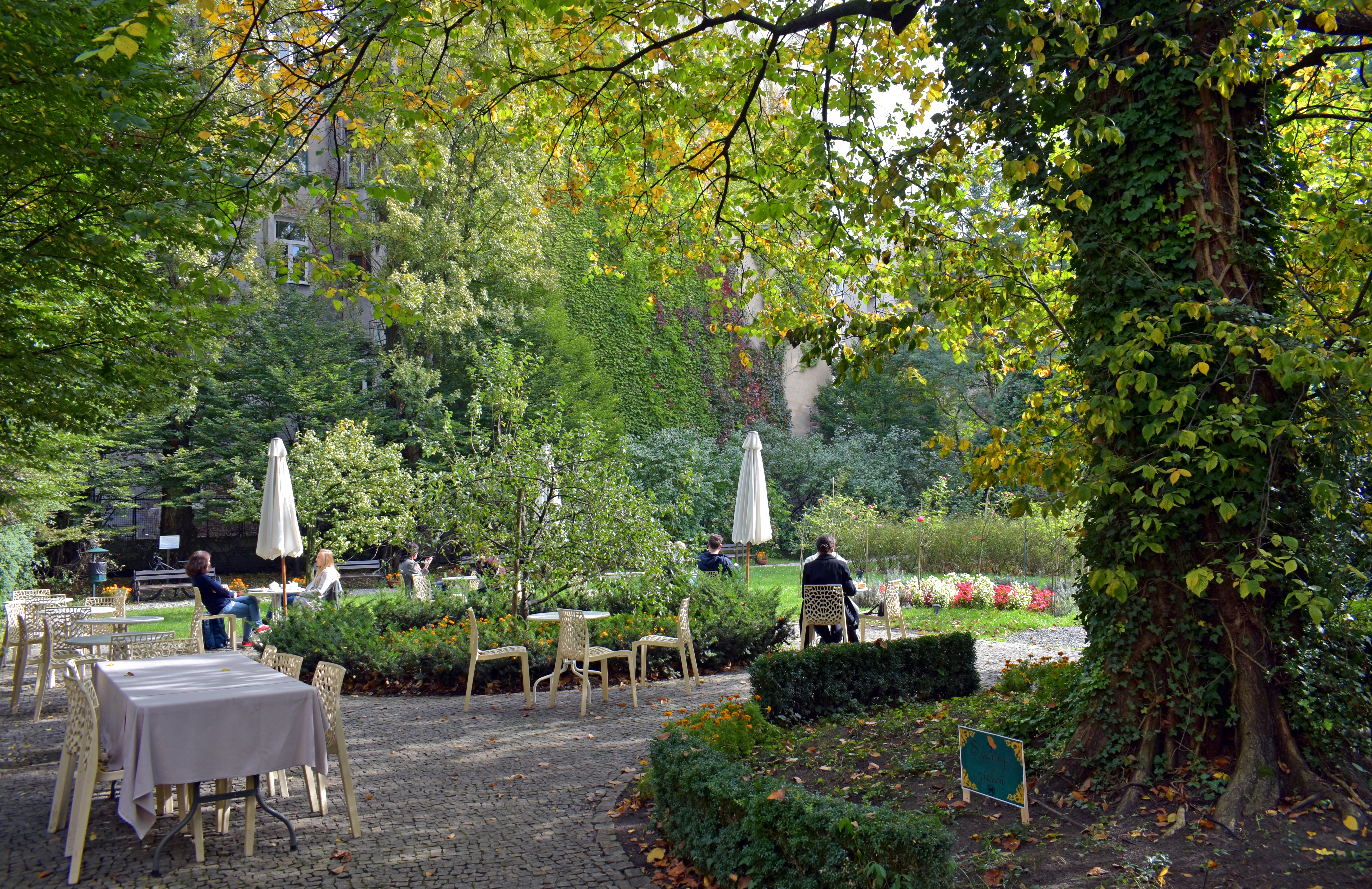
Ogród, kawiarnia

## Ogród w 2006 roku

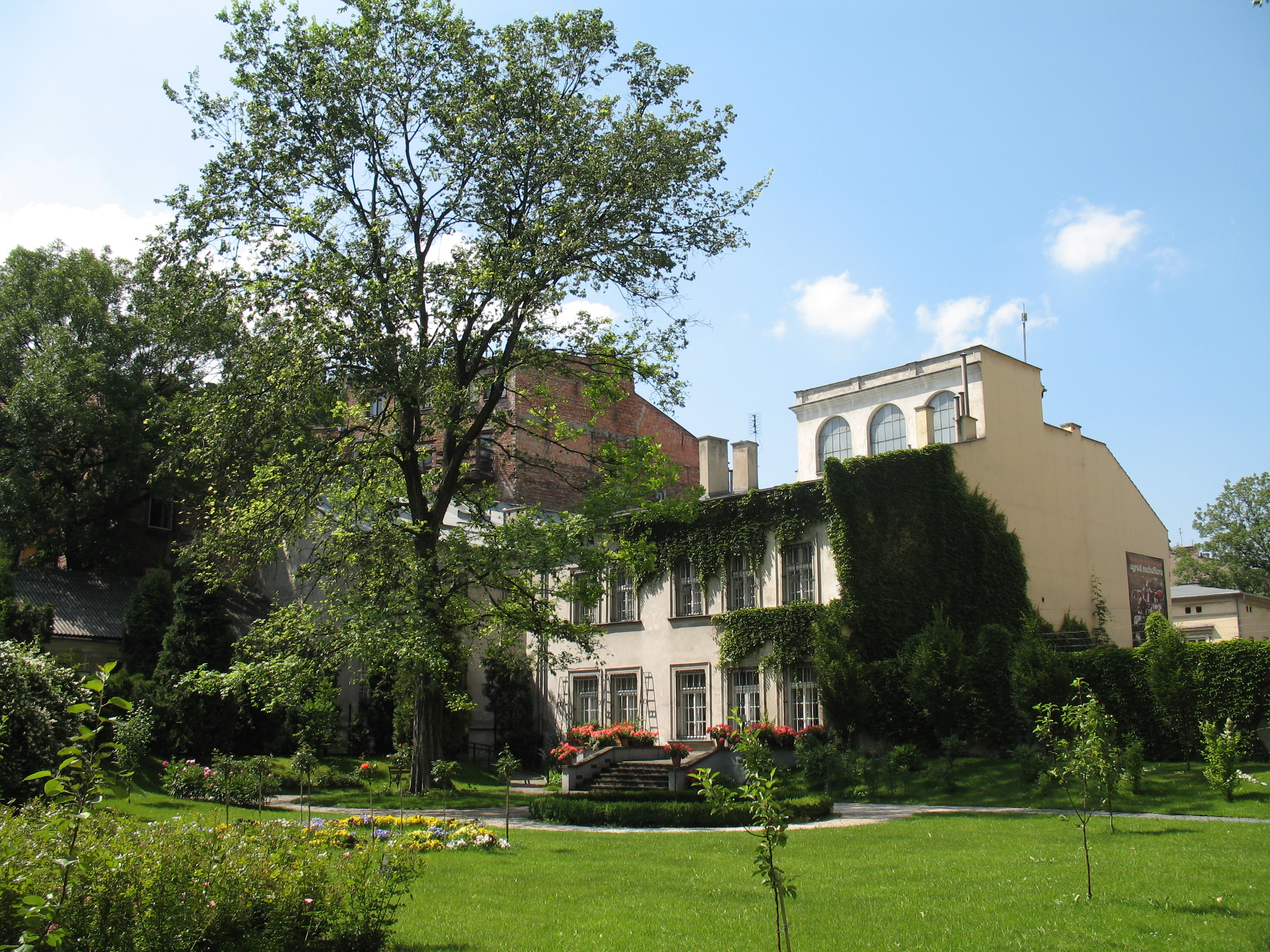
Dom Józefa Mehoffera od strony ogrodu
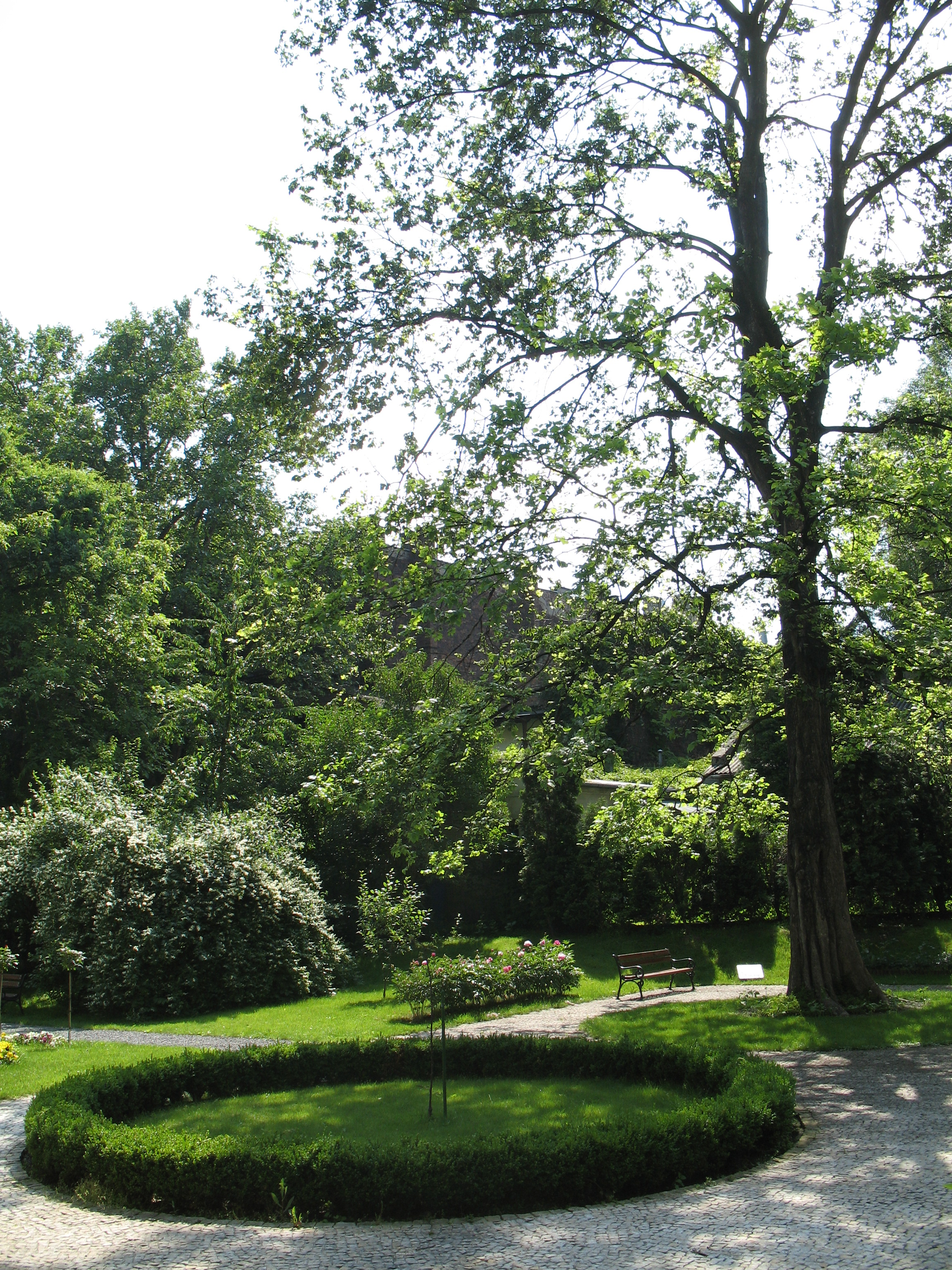
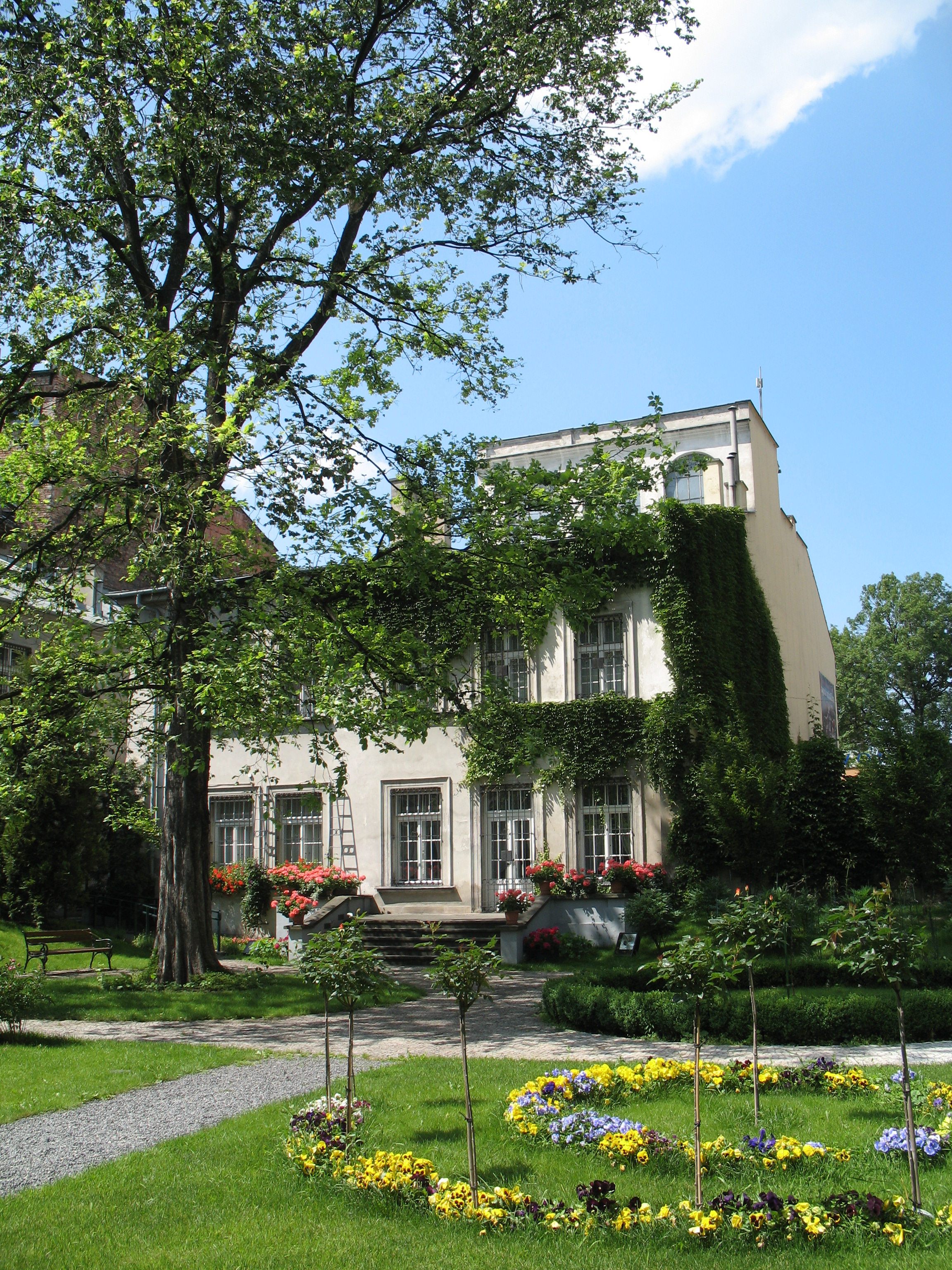
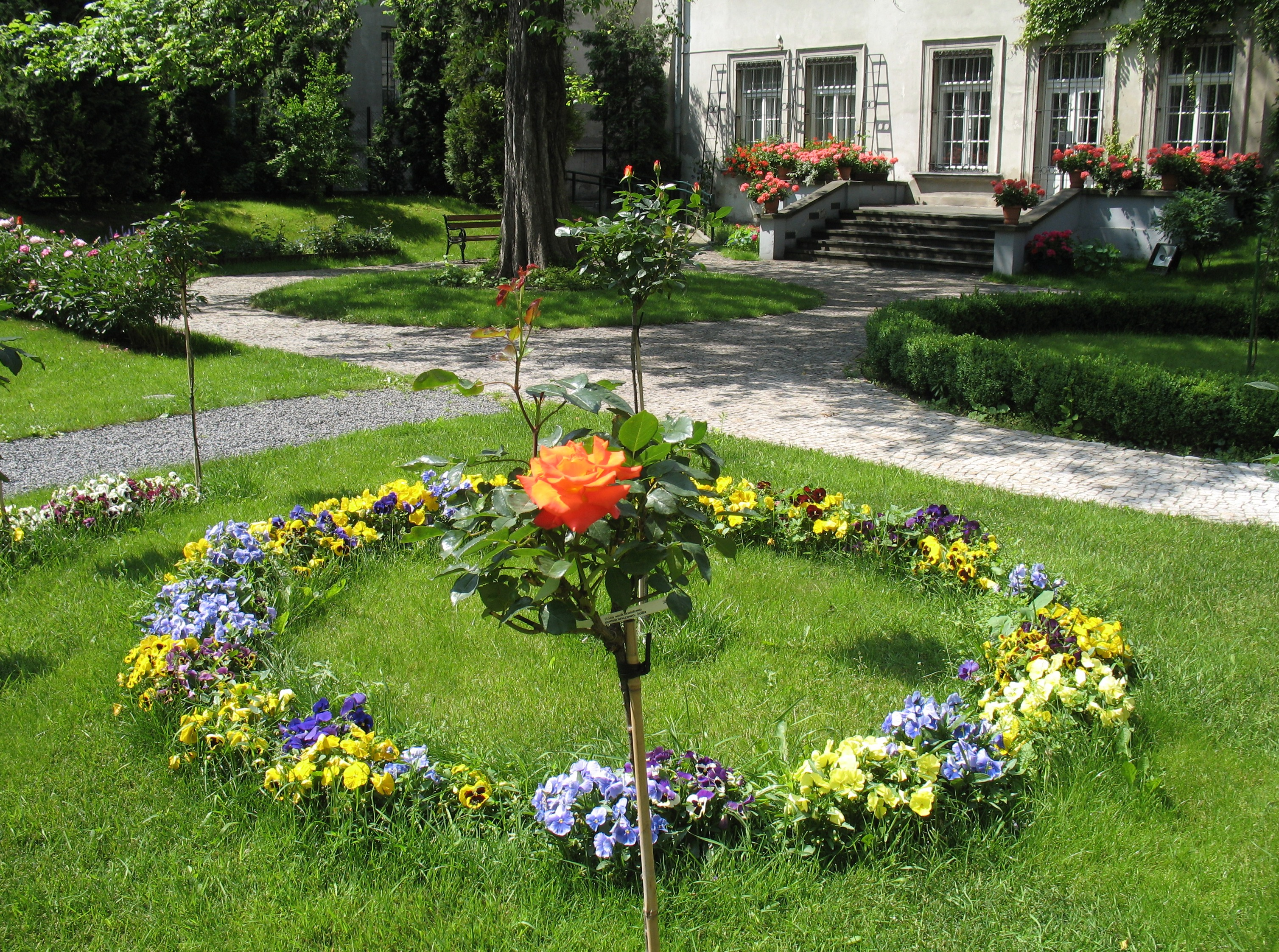